# خطأ نحوي (حوسبة)

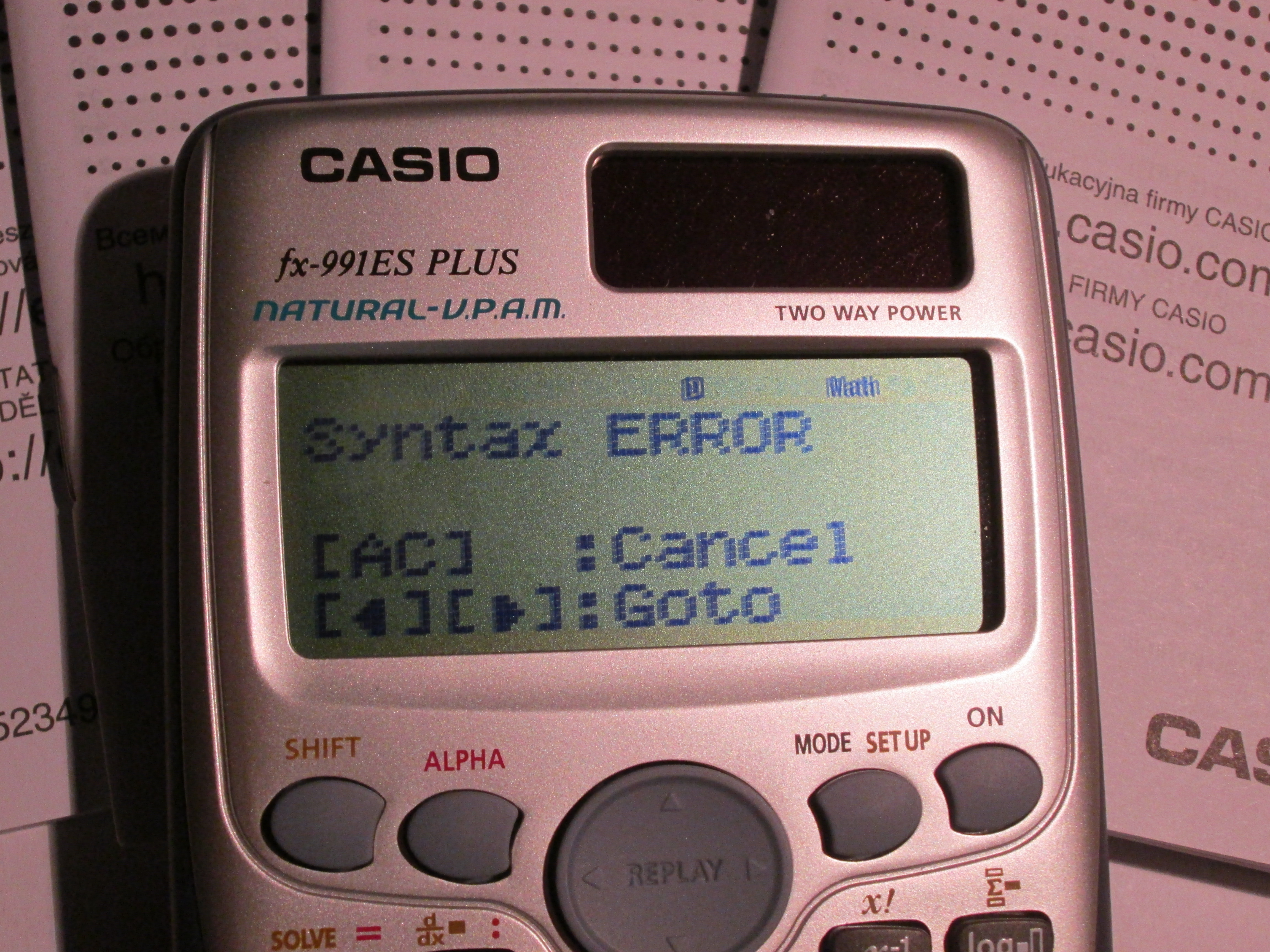
رسالة خطأ نحوي تظهر على شاشة آلة حاسبة.

مصطلح الخطأ النحوي (بالإنجليزية: Syntax error)‏ في علم الحاسوب يشير إلى الخطأ الناجم عن استخدام خاطئ لنحو لغة برمجية معينة عند كتابة مجموعة من الحروف أو الرموز (tokens) بتلك اللغة.
بالنسبة للغات المعتمدة على الترجمة (compiled languages)، فإن الأخطاء النحوية تظهر حصرياً في وقت التصريف. لن تتم ترجمة البنامج حتى تصحح كل الأخطاء النحوية. أما بالنسبة للغات المعتمدة على التفسير (interpreted languages)، بعض الأخطاء النحوية لا يمكن اكتشافها قبل وقت التنفيذ.